# Giuliano Spazzali
Giuliano Spazzali (Trieste, 1º gennaio 1939) è un avvocato e attivista italiano.

## Biografia
Fece parte del Soccorso Rosso Militante, assieme al fratello Sergio (anch'egli avvocato e legale di molti brigatisti rossi). Dopo la strage di piazza Fontana (12 dicembre 1969), si occupò della difesa legale degli anarchici del circolo Ponte della Ghisolfa.
Negli anni novanta fu il legale di Sergio Cusani durante l'inchiesta Mani pulite, in particolare nel processo Enimont contro Bettino Craxi e altri; essendo il difensore di indagati dal pool milanese (tra i PM vi era Antonio Di Pietro) venne soprannominato dai giornali l'«anti-Di Pietro».
Si è ritirato dalla professione nel 2008.

## Opere
- La zecca e il garbuglio, Milano, Machina Libri, 1981.